# Persönlichkeitstest
Ein Persönlichkeitstest  ist ein psychologisches Verfahren zur Analyse von Persönlichkeitsmerkmalen eines Individuums. Eigenschaften sind typische, zeitlich relativ stabile, teilweise ererbte und teilweise in der frühen Kindheit erworbene und verfestigte Gewohnheiten des Wahrnehmens, Denkens, Fühlens und Verhaltens. Die Art der Diagnostik ist von der jeweiligen Persönlichkeitstheorie abhängig (zum Beispiel psychodynamische, Eigenschafts- oder lerntheoretische Modelle).

## Zweck und Einsatzgebiete
Persönlichkeitstests erfüllen zahlreiche Zwecke. Dazu zählen Selbsterkenntnis, persönliche Entwicklung, klinische Diagnostik, Berufsberatung, Karriereentwicklung, Personalauswahl, Personalentwicklung, Teamzusammenstellung, Forschung, Pädagogik, Beziehungsberatung, Kriminalistik, Rechtspsychologie und Coaching. Es geht um die zentrale Frage, wie gut die Persönlichkeitseigenschaften einer Person ihre Ziele fördern oder behindern, und wie gut sie zu den Anforderungen der jeweiligen Situation passen, sodass es leichtfällt, die Anforderungen zu erfüllen. Beispiele für die genannten Einsatzgebiete sind:

### Selbsterkenntnis
Zu den grundlegenden Fragen der menschlichen Existenz zählen: (1) „Wer bin ich?“ und „Was will ich im Leben erreichen (Sinn)?“ Zur Beantwortung dieser Fragen kann eine realistische Einschätzung der persönlichen Stärken und Schwächen des Charakters sowie der Fähigkeiten und Talente hilfreich sein. Validierte Persönlichkeitstests können dazu beitragen – insbesondere, wenn der Test ein Fremdbild (Einschätzung durch andere Personengruppen wie zum Beispiel Freunde, Kollegen, Vorgesetzte oder Mitarbeiter) beisteuert. Vor allem im beruflichen Kontext kann neben den Persönlichkeitsmerkmalen eine Beurteilung der aufgabenbezogenen Kompetenzen (Fähigkeiten) notwendig sein. Ein Instrument dafür ist z. B. das 360°-Feedback. Nach dem Grit-Konzept von Angela Duckworth entscheiden Persönlichkeitsmerkmale wie Ausdauer, Durchhaltevermögen oder langfristige Begeisterung darüber, wie gut Kompetenzen erworben werden können.

### Persönliche Entwicklung
Persönliche Entwicklung kann verschiedene Ziele verfolgen. Der Soziologe Robert Bellah fand am häufigsten das Streben nach einem sinnerfüllten Leben. Beispiele sind: Leistungsverbesserung, um mehr Geld zu verdienen und den Lebensstandard zu steigern; Berufliche Karriere mit der damit verbundenen Erhöhung des sozialen Status, einem Zugewinn an Macht, Ansehen, Selbstbewusstsein und Unabhängigkeit; Verwirklichung eigener Ideale oder Umsetzung einer persönlichen „Berufung“ mit einem Beitrag zum Gemeinwohl. Persönlichkeitstests können einen Beitrag zur Erarbeitung und Umsetzung eines persönlichen Entwicklungsplans leisten. Dazu je ein Beispiel der Southern New Hampshire University und des Instituts für Management-Innovation.

### Personalauswahl und -entwicklung
Bei der Personalauswahl ist die Einschätzung der zukünftigen Leistung des Bewerbers besonders wichtig, weil Fehlbesetzungen sowohl für den Kandidaten als auch für das Unternehmen (oder die Organisation) sehr kostspielig und frustrierend sein können. Wegen der Zukunftsorientierung kommt es bei Persönlichkeitstests auf die prognostische Validität an. Solche Tests sind bei der Rekrutierung relativ neu, obwohl sie die zukünftige Leistung der Kandidaten besser vorhersagen können und wesentlich geringere Kosten verursachen als zum Beispiel ein Assessment-Center. Für die Personalauswahl und -entwicklung in Unternehmen sind validierte, berufsbezogene Persönlichkeitstests wie zum Beispiel das BIP oder der BPT notwendig. Der Hirnforscher Gerhard Roth stellt fest, dass Führungskräfte durch ihre Persönlichkeit die Leistung ihrer Mitarbeiter und ganze Unternehmen entscheidend prägen: „Umso erstaunlicher ist es dann, dass Persönlichkeit bei der Auswahl von Führungskräften bisher wenig Beachtung findet.“

### Klinische Diagnostik
Bei klinikorientierten Persönlichkeitstests werden Items zu einer Skala zusammengefasst, die klinische Gruppen trennen können. Ein Beispiel ist das „Minnesota Multiphasic Personality Inventory“ (MMPI). Die erste Version dieses Tests wurde bereits in den 1940er Jahren entwickelt. Ziel ist die Trennung „psychiatrisch diagnostizierter“ Personengruppen von „unauffällig-normalen“. Ein weiteres Einsatzgebiet ist die Erstellung von Gutachten z. B. in der Rechtspsychologie mit persönlichkeitsdiagnostischen Fragestellungen.

## Verfahren
Wie in jedem psychologischen Test, provoziert der Test in einem Persönlichkeitstest ein Probandenverhalten, das aufgezeichnet wird. Der Test findet unter standardisierten Bedingungen statt, d. h., dass störende situationale Einflüsse möglichst ausgeschaltet werden und dass die Instruktion genau vorgeschrieben ist.
Meist beantwortet der Proband Fragen (Selbstbeurteilungen, Fremdbeurteilungen) oder bewertet mehrdeutiges Reizmaterial (objektive Persönlichkeitstests, wenn der Zusammenhang zwischen Antwort und der Interpretation indirekt ist). Die Erhebung und Auswertung kann manuell (paper-pencil-tests) oder computergestützt (Online-Assessments) geschehen. Letztere bieten die Möglichkeit, große Distanzen zu überwinden und den Testaufwand durch Automatisierung zu verringern.

## Manipulierbarkeit
Bei schlecht konstruierten Persönlichkeitstests besteht das Problem, dass Probanden die Fragen durchschauen und die Ereignisse manipulieren können. So lassen Fragen bisweilen erkennen, auf welche Charaktereigenschaften ihre Beantwortung schließen soll und welche davon für die zu vergebende Position positiv bewertet werden. Allein die Tatsache, dass der Proband glaubt, er könne das Testergebnis in seinem Sinne manipulieren, kann die Ergebnisse verfälschen. Studien haben belegt, dass Testprobanden, die aufgefordert wurden, Ergebnisse zu manipulieren, dazu auch in der Lage waren (Viswesvaran & Ones, 1999; Martin, Bowen & Hunt, 2002). In einigen Tests wird daher über eine „Konsistenzkennziffer“ und die Aufzeichnung des Antwortverhaltens eine validere Interpretation des Testergebnisses auch auf dieser Ebene ermöglicht.
Durch entsprechende Standards und qualitätssichernde Maßnahmen in der Testkonstruktion und Durchführung wird versucht, mögliche Fehlerquellen zu minimieren. Für die Eignungsdiagnostik gibt es in Deutschland die qualitätssichernde DIN-Norm 33430. Mit dem Diagnostik- und Testkuratorium der Föderation Deutscher Psychologenvereinigungen besteht in Deutschland eine Einrichtung zur Überwachung der Qualität psychologischer Tests. Mittels Checklisten wird die Qualität von Tests beurteilt und in Form von Rezensionen publiziert. Eine international gültige Weiterentwickelung der DIN 33430 besteht in der ISO-Norm 10667 „Assessment service delivery – Procedures and methods to assess people in work and organizational settings“.

## Arten von Persönlichkeitstests
Psychometrische Tests werden von projektiven Tests unterschieden. Psychometrische Tests sind meist Fragebögen, mittels derer Persönlichkeitseigenschaften eines Probanden mit den durchschnittlichen Werten einer Normstichprobe verglichen werden. Im Gegensatz dazu wird der Proband in einigen projektiven Tests gebeten, schwach strukturiertes Reizmaterial zu deuten; aus der Deutung werden durch eine primär qualitative Auswertung Schlüsse auf die Persönlichkeit, intrapsychische Konflikte oder Beziehungsstrukturen gezogen. Eine andere Form projektiver Tests lässt den Probanden selbst Material produzieren, das dann vom Testleiter oder gemeinsam mit dem Probanden gedeutet wird. Hier sind einige Zeichentests und die graphologische Schriftanalyse zu nennen.
Eine weitere Unterscheidung sind direkte und indirekte Persönlichkeitstests (auch sogenannte objektive Persönlichkeitstests). Zu den ersteren gehören beispielsweise alle Selbstbeurteilungen, wo die erfassten Persönlichkeitsmerkmale auch inhaltlich in einer Beziehung zur Testanforderung stehen. Bei indirekten (objektiven) Persönlichkeitstests besteht kein leicht erkennbarer Zusammenhang zwischen der Anforderung des Tests und dem gemessenen Persönlichkeitsmerkmal (Beispiel: es wird die Länge von Linien geschätzt und eine Rückmeldung gegeben, ob dies richtig oder falsch ist – die unabhängig von der tatsächlichen Richtigkeit ist. In Wahrheit gemessen werden beispielsweise Frustrationstoleranz oder Risikobereitschaft). Diese Tests sind weniger anfällig für Verfälschungen, z. B. durch Antworten im Sinne sozialer Erwünschtheit.
Viele der verbreitetsten psychometrischen Persönlichkeitstests, wie z. B. der NEO-FFI, beruhen auf dem Big-Five-Persönlichkeitsmodell, das fünf grundlegende Persönlichkeitsdimensionen postuliert. Ähnlich konstruiert ist das Freiburger Persönlichkeitsinventar (FPI). Weitere, weniger verbreitete Tests dieser Art sind das TIPI (Trierer integriertes Persönlichkeitsinventar) von Becker (1999) und das HPI (Hamburger Persönlichkeitsinventar, vgl. Andresen, 2004). Ein seit langem in Deutschland eingesetztes Verfahren ist der Gießen-Test (Beckmann, Brähler & Richter, 1991). Für die Persönlichkeitsdiagnostik bei Kindern weit verbreitet ist der Persönlichkeitsfragebogen für Kinder zwischen 9 und 14 Jahren (PFK 9-14) von Seitz & Rausche (2003). Psychometrische Persönlichkeitstests, die sich zum Einsatz im Wirtschaftskontext eignen, sind das Bochumer Inventar zur berufsbezogenen Persönlichkeitsbeschreibung (Hossiep & Paschen, 2003), der OPQ32, shapes und einige weitere (alle in Sarges & Wottawa, 2004).

## Persönlichkeitstests in Unternehmen
Ältere Schätzungen gingen davon aus, dass etwa 25 % aller Unternehmen und über 50 % der Großunternehmen in den westlichen EU-Staaten Persönlichkeitstests im Rahmen der Eignungsdiagnostik nutzen. Für die Schweiz betrug der Wert für alle Unternehmen nach einer Studie der Zürcher Hochschule für Angewandte Wissenschaften von 2005 etwa 33 %. Vor allem für Führungspositionen finden solche Verfahren Anwendung.
Die drei bedeutendsten Kriterien, die von Personalfachleuten laut der Untersuchung der Universität Zürich an Auswahlverfahren angelegt werden, sind Validität, Ökonomie und Akzeptanz. Die meisten Persönlichkeitstests erfüllen jedoch nicht die Anforderungen, die Personalfachleute an Auswahlverfahren stellen. Außerdem sind sie wissenschaftlich meist nicht fundiert (also valide und reliabel). Sie beruhen häufig auch nicht auf einer wissenschaftlich anerkannten Theorie. Wissenschaftliche Hauptkriterien zur Beurteilung solcher Verfahren sind:
- theoretischer Hintergrund
- wissenschaftliche Fundiertheit
- vorhandene Normen (die verwendete Vergleichspopulation) und
- Übereinstimmung mit dem Anforderungsprofil

Mehrere der in der Schweiz häufig eingesetzten Verfahren (MBTI, das DISG Persönlichkeitsprofil, Insights Discovery, Thomas System und Insights MDI) beruhen auf der Persönlichkeitstypologie von Carl Gustav Jung oder auf der Theorie „Emotions of Normal People“ von Marston, die beide über 80 Jahre alt sind. In einer Stellungnahme des Berufsverbands deutscher Psychologinnen und Psychologen zu einem Gutachten über Insights MDI wird deutlich gemacht, „dass die Typenlehre nach C. G. Jung in Fachkreisen als „antiquiertes Modell ohne empirische Belege“ gilt. Der Ansatz von Marston wird [...] als „typologischer Ansatz ohne empirische Forschung“ bezeichnet“. Die Empfehlung der Stellungnahme in Bezug auf Insights MDI lautet: „…es basiert auf theoretisch veralteten und wissenschaftlich ungesicherten Modellen. Von seinem Einsatz bei Personalauswahl und -entwicklung, Coaching und Training muss daher abgeraten werden.“ Auch das HDI („Hirndominanzinstrument“) beruft sich auf veraltete Theorien und macht falsche Annahmen. Der „Sixteen Personality Factor Questionnaire (16 PF)“ hingegen gilt als ein „wissenschaftlich fundiertes Persönlichkeitsinventar, der in vielen Bereichen – auch in der Klinik und der Forschung – eingesetzt wird“. Von beiden Verfahren wird von der erwähnten Studie der Universität Zürich allerdings abgeraten. Lediglich eines der neun untersuchten meistverwendeten Verfahren, das BIP, gilt laut der Studie als zeitgemäß und wissenschaftlich fundiert. Aber auch hier ist zu beachten, wofür das Verfahren entwickelt wurde und wofür nicht: Es wurde speziell für den Einsatz im Berufsleben entwickelt, taugt aber wegen des dazu fehlenden Messmodells nur eingeschränkt für die Potenzialanalyse.

### Gesetzliche Bestimmungen

#### Österreich
In Österreich wäre bei Arbeitnehmern der Abschluss einer Betriebsvereinbarung (§ 96, § 96a ArbVG), und in Unternehmen ohne Betriebsrat das Einverständnis des Arbeitnehmers notwendig. Bewerber sind nicht durch das Arbeitsverfassungsgesetz geschützt.
Die Kurzform des MMPI ist vorgeschrieben, wenn ein (privater) Antrag auf waffenrechtliche Dokumente gestellt wird (§ 3 Abs2 1. Waffengesetz-Durchführungsverordnung); etwa als Beschäftigter eines Wachdienstes. Bewerber, die in den Polizeidienst eintreten wollen, müssen den Test ebenfalls absolvieren.

#### Deutschland
In Deutschland sind  unter anderem folgende Gesetze zu beachten:
- Allgemeines Gleichbehandlungsgesetz (AGG)
- Betriebsverfassungsgesetz (BetrVerfG) und das
- Bundesdatenschutzgesetz (BDSG).

Diese Gesetze schaffen die rechtlichen Rahmenbedingungen, die in der DIN-Norm 33430 berücksichtigt werden.